# Ordens de magnitude para comprimento
Seguem-se os exemplos de ordens de magnitude para diferentes comprimentos.
| Seção                | Fator (m) | Fator (m) | Unid | Exemplo Itens                                                      |
| Seção                | ≥         | <         | Unid | Exemplo Itens                                                      |
| -------------------- | --------- | --------- | ---- | ------------------------------------------------------------------ |
| Subatômico           | 0         | 10−15     | am   | elétron, quark, corda                                              |
| Atômico para celular | 10−15     | 10−12     | fm   | proton, neutron                                                    |
| Atômico para celular | 10−12     | 10−9      | pm   | comprimento de onda dos raios gamas e raios-X, átomo de hidrogênio |
| Atômico para celular | 10−9      | 10−6      | nm   | hélice de DNA, virus, comprimento de onda do espectro visível      |
| Escala humana        | 10−6      | 10−3      | µm   | bactéria, nevoeiro gotícula da água, cabelo humano                 |
| Escala humana        | 10−3      | 100       | mm   | mosquito, bola de golfe, bola de futebol,                          |
| Escala humana        | 100       | 103       | m    | ser humano, campo futebol americano, Torre Eiffel                  |
| Escala humana        | 103       | 106       | km   | Monte Everest, comprimento de Canal do Panamá, asteróide           |
| Astronômico          | 106       | 109       | Mm   | a Lua, Terra, um segundo-luz                                       |
| Astronômico          | 109       | 1012      | Gm   | Sol, um minuto-luz, órbita da Terra                                |
| Astronômico          | 1012      | 1015      | Tm   | órbitas de planetas exteriores, Sistema Solar,                     |
| Astronômico          | 1015      | 1018      | Pm   | um ano-luz; distância para Proxima Centauri                        |
| Astronômico          | 1018      | 1021      | Em   | Galáxia espiral                                                    |
| Astronômico          | 1021      | 1024      | Zm   | Via Láctea, distância para Galáxia Andrômeda                       |
| Astronômico          | 1024      | ∞         | Ym   | universo visível                                                   |

## Lista detalhada
Para ajudar a comparar diferentes ordem de magnitude, a seguinte lista descreve vários comprimentos entre 1.6×10−35 m e 1.3×1026 m.

### Subatômico
| Fator (m) | Múltiplo                              | Valor                                                          | Item |
| --------- | ------------------------------------- | -------------------------------------------------------------- | --- |
| 10−35     |                                       | 1.6 10−35 m                                                    | Comprimento de Planck |
| ...       |                                       |                                                                | |
| 10−24     | 1 yoctometro (ym)                     |                                                                | |
| 10−21     | 1 zeptometro (zm)                     |                                                                | |
| 10−18     | 1 attometro (am)                      |                                                                | limite superior para o tamanho de quarks e elétrons |
| 10−18     | 1 attometro (am)                      | sensibilidade do detector LIGO para ondas gravitacionais       | |
| 10−15     | 1 femtometro (fm)                     |                                                                | tamanho de um próton |
| 10−15     | 1 femtometro (fm)                     | "raio clássico" de um elétron                                  | |
| 10−14     | 10 fm                                 |                                                                | escala de um núcleo atômico |
| 10−14     | 10 fm                                 | alcance da força nuclear fraca                                 | |
| 10−13     | 100 fm                                |                                                                | |
| 10−12     | 1 picômetro (pm)                      |                                                                | distância entre núcleos atômicos em uma anã branca |
| 10−12     | 1 picômetro (pm)                      | comprimento de onda dos raios gama                             | |
| 10−12     | 1 picômetro (pm)                      | 2.4 pm                                                         | comprimento de onda Compton do elétron |
| 10−12     | 1 picômetro (pm)                      | 5 pm                                                           | comprimento de onda (limite inferior) de Raio X |
| 10−11     | 10 pm                                 | 25 pm                                                          | raio atômico do hidrogênio |
| 10−11     | 10 pm                                 | 31 pm                                                          | raio atômico do hélio |
| 10−11     | 10 pm                                 | 53 pm                                                          | raio de Bohr |
| 10−10     | 100 pm                                |                                                                | comprimento de onda de raios X |
| 10−10     | 100 pm                                | 100 pm                                                         | 1 Ångström |
| 10−10     | 100 pm                                | 100 pm (0.1 nm)                                                | raio covalente do átomo de enxofre |
| 10−10     | 100 pm                                | 126 pm (0.126 nm)                                              | raio covalente do átomo de rutênio |
| 10−10     | 100 pm                                | 135 pm (0.135 nm)                                              | raio covalente do átomo de tecnécio |
| 10−10     | 100 pm                                | 153 pm (0.153 nm)                                              | raio covalente do átomo de prata |
| 10−10     | 100 pm                                | 154 pm (0.154 nm)                                              | comprimento de uma ligação covalente simples (C–C). |
| 10−10     | 100 pm                                | 155 pm (0.155 nm)                                              | raio covalente do átomo de zircônio |
| 10−10     | 100 pm                                | 175 pm (0.175 nm)                                              | raio covalente do átomo de túlio |
| 10−10     | 100 pm                                | 225 pm (0.225 nm)                                              | raio covalente do átomo de césio |
| 10−10     | 100 pm                                | 500 pm (0.50 nm)                                               | largura de uma proteína α hélice |
| 10−9      | 1 nanometro (nm)                      | 1 nm                                                           | diâmetro de um nanotubo de Carbono |
| 10−9      | 1 nanometro (nm)                      | 2 nm                                                           | diâmetro de uma hélice de DNA |
| 10−9      | 1 nanometro (nm)                      | 3.4 nm                                                         | comprimento de uma volta na hélice de DNA (10 bp) |
| 10−9      | 1 nanometro (nm)                      | 3 × 8 nm                                                       | tamanho da molécula da proteína albumina |
| 10−9      | 1 nanometro (nm)                      | 6 - 10 nm                                                      | espessura da membrana celular |
| 10−8      | 10 nm                                 | 10 nm                                                          | diâmetro típico de um nanotubo |
| 10−8      | 10 nm                                 | 10 nm                                                          | espessura da parede celular de uma bactéria gram-negativa |
| 10−8      | 10 nm                                 | 20 nm                                                          | espessura do flagelo bacteriano |
| 10−8      | 10 nm                                 | 20 - 80 nm                                                     | espessura da parede celular de uma bactéria gram-negativa |
| 10−8      | 10 nm                                 | 40 nm                                                          | comprimento de onda ultravioleta, limite inferior |
| 10−8      | 10 nm                                 | 65 nm                                                          | Dimensão característica dos chips da Intel (em 2006) |
| 10−8      | 10 nm                                 | 90 nm                                                          | vírus da imunodeficiência humana (Human Immunodeffieciency Virus) (geralmente, os vírus variam em tamanho, de 20 nm a 450 nm)                                                                                   |
| 10−7      | 100 nm                                |                                                                | tamanho dos cromossomos |
| 10−7      | 100 nm                                | 100 nm                                                         | 90% das partículas da fumaça de queimadas são menores que isso |
| 10−7      | 100 nm                                | 120 nm                                                         | tamanho típico de uma penetrating particle para um filtro ULPA (Ultra Low Penetration Air) (remove até 99.999% a 0,12 micrômetros) e para um filtro SULPA (Super ULPA) (remove até 99.9999% a 0,12 micrômetros) |
| 10−7      | 100 nm                                | 280 nm                                                         | comprimento de onda ultravioleta, limite superior |
| 10−7      | 100 nm                                | 300 nm                                                         | tamanho mais penetrante da partícula para um filtro HEPA (High Efficiency Particulate Air)(N100 remove até 99.97% a 0.3 micrômetros, N95 remove até 95% a 0.3 micrômetros)                                      |
| 10−7      | 100 nm                                | 380–430 nm                                                     | comprimento de onda violeta a luz visível color e espectro ótico |
| 10−7      | 100 nm                                | 430–450 nm                                                     | comprimento de onda do anil claro |
| 10−7      | 100 nm                                | 450–500 nm                                                     | comprimento de onda do azul claro |
| 10−7      | 100 nm                                | 500–520 nm                                                     | comprimento de onda do ciano |
| 10−7      | 100 nm                                | 520–565 nm                                                     | comprimento de onda do verde claro |
| 10−7      | 100 nm                                | 565–590 nm                                                     | comprimento de onda do amarelo claro |
| 10−7      | 100 nm                                | 590–625 nm                                                     | comprimento de onda do laranja claro |
| 10−7      | 100 nm                                | 625–740 nm                                                     | comprimento de onda do vermelho claro |
| 10−6      | 1 micrómetro (µm)                     | 1 µm                                                           | também chamado 1 mícron |
| 10−6      | 1 micrómetro (µm)                     | 1-3 µm                                                         | tamanho de uma partícula que uma máscara cirúrgica remove com uma eficiência de 80-95% |
| 10−6      | 1 micrómetro (µm)                     | 1–10 µm                                                        | diâmetro de uma bactéria comum |
| 10−6      | 1 micrómetro (µm)                     | 1.55 µm                                                        | comprimento de onda da luz utilizada na fibra óptica |
| 10−6      | 1 micrómetro (µm)                     | 6–8 µm                                                         | diâmetro de uma hemácia humana |
| 10−6      | 1 micrómetro (µm)                     | 6 µm                                                           | poro de antrax |
| 10−6      | 1 micrómetro (µm)                     | 7 µm                                                           | espessura de um fio de teia de aranha |
| 10−6      | 1 micrómetro (µm)                     | 7 µm                                                           | diâmetro do núcleo de uma célula eucariota comum |
| 10−5      | 10 µm                                 | 10 µm                                                          | dimensão típica de partículas d´água em névoas, neblinas ou nuvens |
| 10−5      | 10 µm                                 | 10 µm                                                          | largura de uma fibra de algodão |
| 10−5      | 10 µm                                 | 10.6 µm                                                        | comprimento de onda da luz emitida por um laser de dióxido de carbono |
| 10−5      | 10 µm                                 | 12 µm                                                          | largura de uma fibra de acrílico |
| 10−5      | 10 µm                                 | 13 µm                                                          | largura de uma fibra de náilon |
| 10−5      | 10 µm                                 | 14 µm                                                          | largura de uma fibra de poliéster |
| 10−5      | 10 µm                                 | 15 µm                                                          | largura de uma fibra de seda |
| 10−5      | 10 µm                                 | 17 µm                                                          | fezes do ácaro ¹ |
| 10−5      | 10 µm                                 | 20 µm                                                          | largura da fibra de lã |
| 10−5      | 10 µm                                 | 25.4 µm                                                        | 1/1000 de polegada, também conhecido como 1 kcmil ou MCM |
| 10−5      | 10 µm                                 | 50 µm                                                          | comprimento típico do Euglena gracilis, um protista flagelado |
| 10−5      | 10 µm                                 | 80 µm                                                          | largura média do cabelo humano (varia de 18 a 180 µm) |
| 10−4      | 100 µm                                | 125 µm                                                         | poeira |
| 10−4      | 100 µm                                | 200 µm                                                         | comprimento típico do Paramecium caudatum, um protista ciliado |
| 10−4      | 100 µm                                | 300 µm                                                         | diâmetro da Thiomargarita namibiensis, a maior bactéria já descoberta |
| 10−4      | 100 µm                                | 500 µm                                                         | MEMS micro-motor |
| 10−4      | 100 µm                                | 500 µm                                                         | diâmetro de um óvulo humano |
| 10−4      | 100 µm                                | 500 µm                                                         | comprimento típico do Amoeba proteus, um protista amebóide |
| 10−3      | 1 milímetro (mm)                      | 2,54 mm                                                        | distância entre pinos de antigos componentes eletrônicos DIP (dual-inline-package) |
| 10−3      | 1 milímetro (mm)                      | 5 mm                                                           | comprimento médio de uma formiga vermelha |
| 10−3      | 1 milímetro (mm)                      | 7,62 mm                                                        | tamanho típico de munições militares |
| 10−2      | 1 centímetro (cm)                     | 1.5 cm                                                         | comprimento de um grande mosquito |
| 10−2      | 1 centímetro (cm)                     | 2.54 cm                                                        | 1 polegada |
| 10−2      | 1 centímetro (cm)                     | 3.1 cm                                                         | 1 attoparsec (10−18 parsecs) |
| 10−2      | 1 centímetro (cm)                     | 4.267 cm                                                       | diâmetro de uma bola de golfe |
| 10−1      | 1 decímetro (dm)                      | 10 cm                                                          | comprimento de onda da mais alta UHF freqüência de rádio, 3 GHz |
| 10−1      | 1 decímetro (dm)                      | 10 cm                                                          | diâmetro do cérvix ao entrar no segundo estágio do parto |
| 10−1      | 1 decímetro (dm)                      | 10.16 cm                                                       | 1 mão, usada para medir altura de cavalos (4 polegadas) |
| 10−1      | 1 decímetro (dm)                      | 12 cm                                                          | comprimento de onda do 2.45 GHz ISM radio band |
| 10−1      | 1 decímetro (dm)                      | 15 cm                                                          | altura de um liliputiano nas histórias de Gulliver |
| 10−1      | 1 decímetro (dm)                      | 22 cm                                                          | diâmetro de uma bola de futebol típica |
| 10−1      | 1 decímetro (dm)                      | 30.48 cm                                                       | 1 pé |
| 10−1      | 1 decímetro (dm)                      | 50–65 cm                                                       | um rabo de pizote |
| 10−1      | 1 decímetro (dm)                      | 66 cm                                                          | comprimento da mais longa Pinha (produzida pela Pinus lambertiana) |
| 10−1      | 1 decímetro (dm)                      | 90 cm                                                          | comprimento médio de rapier, uma espada de esgrima |
| 10−1      | 1 decímetro (dm)                      | 91 cm                                                          | 1 jarda |
| 100       | 1 metro                               | 100                                                            | comprimento de onda do limite inferior da faixa UHF e do limite superior da faixa VHF freqüência de rádio, 300 MHz                                                                                              |
| 100       | 1 metro                               | 1,435m                                                         | bitola padrão de uma estrada de ferro |
| 100       | 1 metro                               | 1,7 m                                                          | altura média de um ser humano |
| 100       | 1 metro                               | 2,45 m                                                         | pulo mais alto já dado por um ser humano (Javier Sotomayor) |
| 100       | 1 metro                               | 2,72 m                                                         | ser humano mais alto que já existiu (Robert Wadlow) |
| 100       | 1 metro                               | 2,77 - 3,44 m                                                  | comprimento de onda de rádio, banda FM 87–108 MHz |
| 100       | 1 metro                               | 3,048 m (10 pés)                                               | altura de uma cesta de basquete |
| 100       | 1 metro                               | 5,5 m                                                          | altura do mais alto animal, a girafa |
| 100       | 1 metro                               | 8,95 m                                                         | mais longo pulo já alcançado por um ser humano (Mike Powell) |
| 10¹       | 1 decâmetro (dam)                     | 10 m                                                           | comprimento de onda do limite inferior de VHF, (frequência de 30 MHz) |
| 10¹       | 1 decâmetro (dam)                     | 20 m                                                           | comprimento de um pitch do grilo |
| 10¹       | 1 decâmetro (dam)                     | 21 m                                                           | altura da cachoeira Khon no Rio Mekong, Laos |
| 10¹       | 1 decâmetro (dam)                     | 23 m                                                           | altura do obelisco na Place de la Concorde, Paris. |
| 10¹       | 1 decâmetro (dam)                     | 25 m                                                           | comprimento de onda de rádio na frequência de 12 MHz |
| 10¹       | 1 decâmetro (dam)                     | 27,43 m (90 feet)                                              | distância entre bases em um campo de beisebol |
| 10¹       | 1 decâmetro (dam)                     | 30 m                                                           | comprimento de uma baleia azul, o maior animal |
| 10¹       | 1 decâmetro (dam)                     | 31 m                                                           | comprimento das ondas curtas de rádio sintonizado a 9.7 MHz |
| 10¹       | 1 decâmetro (dam)                     | 40 m                                                           | profundidade média do Eurotúnel no fundo do Canal da Mancha |
| 10¹       | 1 decâmetro (dam)                     | 49 m                                                           | largura de um campo de futebol americano (53 1/3 jardas) |
| 10¹       | 1 decâmetro (dam)                     | 49 m                                                           | comprimento das ondas curtas de rádios de transmissão sintonizado à 6.1 MHz |
| 10¹       | 1 decâmetro (dam)                     | 52 m                                                           | altura das Cataratas do Niágara |
| 10¹       | 1 decâmetro (dam)                     | 55 m                                                           | altura da Torre de Pisa |
| 10¹       | 1 decâmetro (dam)                     | 62 m                                                           | altura da Pirâmide de degraus de Djoser |
| 10¹       | 1 decâmetro (dam)                     | 70 m                                                           | largura de um campo de futebol |
| 10¹       | 1 decâmetro (dam)                     | 70 m                                                           | comprimento da Tapeçaria de Bayeux |
| 10¹       | 1 decâmetro (dam)                     | 70 m                                                           | altura média das Cataratas do Iguaçu |
| 10¹       | 1 decâmetro (dam)                     | 88,40 m                                                        | envergadura do avião de cargas Antonov An-225 |
| 10¹       | 1 decâmetro (dam)                     | 91,44 m                                                        | comprimento de um campo de futebol americano (100 jardas, distância entre gols) |
| 10²       | 1 hectômetro (hm)                     | 100 m                                                          | comprimento de onda do menor comprimento de onda na freqüência de ondas curtas e mais alta frequência em ondas médias, 3 MHz                                                                                    |
| 10²       | 1 hectômetro (hm)                     | 105 m                                                          | comprimento de um campo de futebol típico |
| 10²       | 1 hectômetro (hm)                     | 109,73 m                                                       | comprimento total de um campo de futebol americano (120 jardass) |
| 10²       | 1 hectômetro (hm)                     | 112,34 m                                                       | altura da árvore mais alta do mundo, uma Sequoia sempervirens |
| 10²       | 1 hectômetro (hm)                     | 137 m (147 m)                                                  | altura (atual/original) da Grande Pirâmide de Gizé |
| 10²       | 1 hectômetro (hm)                     | 187 m                                                          | mais curto comprimento de onda na faixa de rádio AM, 1600 kHz |
| 10²       | 1 hectômetro (hm)                     | 221 m                                                          | altura do Parque Central Torre, Venezuela |
| 10²       | 1 hectômetro (hm)                     | 300 m                                                          | altura da Torre Eiffel |
| 10²       | 1 hectômetro (hm)                     | 340 m                                                          | distância que o som percorre no ar no tempo de 1 segundo; ver velocidade do som |
| 10²       | 1 hectômetro (hm)                     | 380 m                                                          | altura da Cachoeira da Fumaça, Brasil |
| 10²       | 1 hectômetro (hm)                     | 400–500 m                                                      | alturas aproximadas das (estruturas mais altas do mundo/arranha-céus mais altos do mundo) dos últimos 70 anos.                                                                                                  |
| 10²       | 1 hectômetro (hm)                     | 458 m                                                          | comprimento do Knock Nevis, o superpetroleiro mais largo do mundo |
| 10²       | 1 hectômetro (hm)                     | 541 m (1.776 pés)                                              | altura da planejada Freedom Tower no complexo do World Trade Center |
| 10²       | 1 hectômetro (hm)                     | 553,33 m                                                       | altura da Torre CN |
| 10²       | 1 hectômetro (hm)                     | 555 m                                                          | mais longo comprimento de onda na faixa de rádio AM, 540 kHz |
| 10²       | 1 hectômetro (hm)                     | 647 m                                                          | altura da torre de rádio de Varsóvia, antigamente a estrutura feita à mão mais alta, destruida em 1991 |
| 10²       | 1 hectômetro (hm)                     | 979 m                                                          | altura das Cataratas do Anjo, a mais alta queda d´água do mundo (Venezuela) |
| 10³       | 1 quilômetro (km)                     | 1 km                                                           | comprimento de onda na menor frequência em ondas médias, 300 kHz |
| 10³       | 1 quilômetro (km)                     | 1.609 m                                                        | 1 milha |
| 10³       | 1 quilômetro (km)                     | 1.852 m                                                        | 1 milha náutica |
| 10³       | 1 quilômetro (km)                     | 1.991 m                                                        | vão-livre da Ponte Akashi-Kaikyo, maior do mundo em junho de 2006 |
| 10³       | 1 quilômetro (km)                     | 2.309 m                                                        | comprimento axial da Hidrelétrica de Três Gargantas, a maior represa do mundo |
| 10³       | 1 quilômetro (km)                     | 2.993 m                                                        | altura do maior pico do Brasil, Pico da Neblina |
| 10³       | 1 quilômetro (km)                     | 8.848 m                                                        | altura da mais alta montanha da Terra, Monte Everest |
| 104       | 10 km                                 | 10,911 km                                                      | profundidade da parte mais profunda dos oceanos, a Fossa das Marianas |
| 104       | 10 km                                 | 25 km                                                          | altura da mais alta montanha conhecida no sistema solar, Olympus Mons em Marte |
| 104       | 10 km                                 | 31,1 km                                                        | mais alto pulo de pára-quedas (Joseph Kittinger) |
| 104       | 10 km                                 | 33 km                                                          | largura mais estreita do Canal Inglês no Estreito de Dover |
| 104       | 10 km                                 | 34,668 km                                                      | vôo de balão com humano mais alto (Malcolm D. Ross and Victor E. Prather) |
| 104       | 10 km                                 | 38,422 km                                                      | comprimento do Causeway do lago Pontchartrain, em junho de 2006 a ponte mais comprida do mundo |
| 104       | 10 km                                 | 42,195 km                                                      | comprimento da Maratona, a maior corrida de longas distâncias corridas a pé |
| 104       | 10 km                                 | 53,9 km                                                        | comprimento do Túnel Seikan, em fevereiro de 2006, o mais longo do mundo |
| 105       | 100 km                                | 111 km                                                         | um grau de latitude na Terra |
| 105       | 100 km                                | 560 km                                                         | Distancia do Bordeaux-Paris, o maior trecho de corrida de bicicleta profissional em um dia |
| 105       | 100 km                                | 804,672 km (∼500 milhas)                                       | distância da corrida automobilística Indy 500 |
| 105       | 100 km                                | 975 km                                                         | maior diâmetro do maior asteróide do sistema solar, 1 Ceres |
| 106       | 1.000 km = 1 megametro (Mm)           | 3.480 km                                                       | diâmetro da Lua |
| 106       | 1.000 km = 1 megametro (Mm)           | 5.200 km                                                       | distância típica percorrida pelo vencedor da 24 Horas de Le Mans |
| 106       | 1.000 km = 1 megametro (Mm)           | 6.400 km                                                       | comprimento da Muralha da China |
| 106       | 1.000 km = 1 megametro (Mm)           | 6.600 km                                                       | comprimento aproximado dos dois rios mais longos, o Nilo e o Amazonas |
| 106       | 1.000 km = 1 megametro (Mm)           | 7.821 km                                                       | comprimento do Trans-Canada Highway |
| 107       | 10.000 km                             | 12.756 km                                                      | diâmetro equatorial da Terra |
| 107       | 10.000 km                             | 40.075 km                                                      | comprimento do equador da Terra |
| 108       | 100.000 km                            | 142.984 km                                                     | diâmetro de Júpiter |
| 108       | 100.000 km                            | 384.000 km = 384 Mm                                            | distância da órbita da Lua à Terra |
| 109       | 1 milhão de km = 1 gigametro (Gm)     | 1.390.000 km = 1,39 Gm                                         | diâmetro do Sol |
| 109       | 1 milhão de km = 1 gigametro (Gm)     | 3.600.000 km = 3,6 Gm                                          | Maior recorde de quilometragem de um carro (um Volvo P-1800S 1966) |
| 10        | 10 milhões de km                      |                                                                | |
| 1011      | 100 milhões de km                     | 150 milhões de km = 150 Gm                                     | 1 unidade astronômica (AU); distância média entre a Terra e o Sol. |
|           |                                       | ~ 900 Gm                                                       | diâmetro ótico do Betelgeuse |
| 1012      | 1000 milhões de km = 1 terametro (Tm) | 1,4 109 km                                                     | distância da órbita de Saturno do Sol |
| 1012      | 1000 milhões de km = 1 terametro (Tm) | 5,9 109 km = 5.9 Tm                                            | distância orbital de Plutão do Sol |
| 1013      | 10 Tm                                 | 14,56 109 km = 14,56 Tm                                        | distância da nave espacial Voyager 1 do Sol (em Novembro 2005), o objeto mais longe feito pelo homem até agora                                                                                                  |
| 1014      | 100 Tm                                |                                                                | |
| 1015      | 1 petametro (Pm)                      | 9,46 1012 km = 9,46 Pm = 1 ano luz                             | distância percorrida pela luz em um ano |
| 1016      | 10 Pm                                 | 3,2616 anos luz (3,08568 1016 m = 30,8568 Pm)                  | 1 parsec |
| 1016      | 10 Pm                                 | 4,22 anos luz = 39.9 Pm                                        | distância à estrela mais próxima (Próxima Centauri) |
| 1017      | 100 Pm                                |                                                                | |
| 1018      | 1 exametro (Em)                       |                                                                | |
| 1019      | 10 Em                                 |                                                                | |
| 1020      | 100 Em                                | 10.000 anos luz                                                | |
| 1021      | 1 zettametro (Zm)                     | 100.000 anos luz                                               | diâmetro da Via Láctea |
| 1021      | 1 zettametro (Zm)                     | 50 kiloparsecs                                                 | distância à SN 1987A, a mais recente supernova a olho nu |
| 1021      | 1 zettametro (Zm)                     | 52 kiloparsecs = 1,6 1021 m = 1.6 Zm                           | distância à Grande Nuvem de Magalhães (uma galáxia anã orbitando a Via Láctea) |
| 1021      | 1 zettametro (Zm)                     | 54 kiloparsecs = 1,66 1021 m = 1.66 Zm                         | distância à Pequena Nuvem de Magalhães (outra galáxia anã orbitando a Via Láctea) |
| 1022      | 10 Zm                                 | 22.3 Zm = 2,36 milhões de anos-luz = 725 kiloparsecs = 22.3 Zm | distância à Galáxia Andrômeda |
| 1022      | 10 Zm                                 | 50 Zm (1.6 Mpc)                                                | diâmetro do Grupo Local de galáxias |
| 1023      | 100 Zm                                | 300–600 Zm = 10–20 megaparsecs                                 | distância ao Aglomerado de Virgem de galáxias |
| 1024      | 1 yottametro (Ym)                     | 200 milhões de anos-luz = 2 Ym = 60 megaparsecs                | diâmetro do Superaglomerado local |
| 1024      | 1 yottametro (Ym)                     | 500 milhões de anos-luz = 5 Ym = 150 megaparsecs               | |
| 1025      | 10 Ym                                 |                                                                | |
| 1026      | 100 Ym                                | 10 anos luz = 1026 m = 100 Ym                                  | distância estimada para certos quasares |
| 1026      | 100 Ym                                | 1,37 10 anos luz = 1,37 1026 m = 137 Ym                        | tamanho aproximado do universo visível; distância percorrida pela luz desde o Big Bang |